# Rosario (Samar du Nord)
Pour les articles homonymes, voir Rosario (homonymie).
Rosario est une localité de la province de Samar du Nord, aux Philippines. En 2015, elle compte 10 520 habitants.